# Yvetot
Yvetot é uma comuna francesa na região administrativa da Normandia, no departamento de Sena Marítimo. Estende-se por uma área de 7,47 km². Em 2010 a comuna tinha 11 866 habitantes (densidade: 1 588,5 hab./km²).447 hab/km².
O naturalista Louis Pierre Vieillot nasceu nesta vila a 10 de Maio de 1748.